# Ondrej Šmelko
Ondrej Šmelko (*21. září 1967 Bardejov) je bývalý slovenský fotbalista, obránce.

## Fotbalová kariéra
Hrál za Inter Bratislava, Svit Zlín, FK AS Trenčín a v Rusku za Iževsk. Za slovenskou reprezentaci nastoupil v 7 utkáních a dal 1 gól.